# Trichogorgia viola
Trichogorgia viola är en korallart som beskrevs av Elisabeth Deichmann 1936. Trichogorgia viola ingår i släktet Trichogorgia och familjen Chrysogorgiidae. Inga underarter finns listade i Catalogue of Life.